# レベッカ・ハーディ
レベッカ・ハーディ（Rebecca Hardy、1985年5月30日 - ）はカナダのファッションモデル。ブリティッシュコロンビア州バンクーバー出身。